# Eftimie Vasilescu
Eftimie Vasilescu (n. 12 septembrie 1895, Buzău – d. 4 februarie 1986) a fost un regizor român de film. De asemenea a fost și director de imagine la unele filme.

## Filmografie (regizor)
- Peripețiile călătoriei lui Rigadin de la Paris la București (1924)
- Vitejii neamului (1926)
- Vagabonzii de la Cărăbuș (1927)
- Mișcarea cooperatistă în România (1928)
- Năpasta (1928) - în colaborare cu Gheorghe Popescu
- Cooperația (1930)
- Filmul Iașilor (1935)
- Recoltarea și prelucrarea chihlimbaruluiv (documentar cinematografic, 1939)